# Lützelflüh
Lützelflüh est une commune suisse du canton de Berne, située dans l'arrondissement administratif de l'Emmental.

Photo aérienne par Walter Mittelholzer (1922)

La commune possède 2 territoires enclavés.